# Фроммельт, Вилли
Ви́лли Фро́ммельт (нем. Willi Frommelt, род. 18 ноября 1952) — лихтенштейнский горнолыжник, призёр Олимпийских игр и чемпионатов мира.
Старший брат горнолыжника Пауля Фроммельта.
Вилли Фроммельт родился в 1952 году в Шане. На зимних Олимпийских играх 1976 года он завоевал бронзовую медаль в слаломе. На чемпионатах мира выиграл 3 медали: серебро в комбинации в 1976 году (награды чемпионата мира в комбинации разыгрывались в рамках Олимпийских игр), бронзу в скоростном спуске в 1974 году и бронзу в гигантском слаломе в 1978 году.